# نجد الضباب (بعدان)

تعديل مصدري - تعديل

نجد الضباب محلة تابعة لقرية العدن، التابعة لعزلة بني منصور بمديرية بعدان إحدى مديريات محافظة إب في الجمهورية اليمنية، بلغ تعداد سكانها 31 حسب تعداد اليمن لعام 2004.